# (728216) 2010 LB136
(728216) 2010 LB136 est un transneptunien faisant partie des plutinos de magnitude 6,06.
Son diamètre est estimé à environ 250 km, ce qui le qualifie comme un candidat au statut de planète naine.